# 슈피겐코리아
슈피겐코리아(Spigen Korea)는 스마트폰 케이스 제조사로 강남에 위치한 중견기업이다. 2023년 기준, 슈피겐의 매출은 4,500억원이며 북미, 유럽 등 해외 매출이 전체 매출의 93%를 차지하고 있다. 2004년 김대영 대표이사의 SGP가 모태기업이며 2009년 그 후 새롭게 설립된 에스지피코리아가 2013년 (주)슈피겐코리아로 바뀌어 오늘날의 사명을 아직까지 사용하고 있다.

## 역사

### 설립과 성장
2004년 에스지피(주)가 전신인 기업이다. 그 후 2009년 김대영 대표이사는 에스지피코리아를 공식적으로 설립 후 지금처럼 성장하게 되었다. 예나 지금이나 휴대폰 중심의 악세사리를 만들고 있다. 초기에는 휴대전화용 보호필름을 사업을 이루어 나가다가 그 후 대한민국에 아이폰3GS 열풍이 불면서 본격적으로 케이스를 만들기 시작해 회사명도 SGP코리아로 바꾸게 되었다. 그 당시 업계 최초 제품 무상 교환 서비스 및 CS전문사이트를 오픈했다. 사업체가 확장되면서 미국 Spigen Inc.를 공식적으로 2012년에 인수를 하게 되고 그 후 2013년 11월 현재의 (주)슈피겐코리아로 사명을 변경하게 되었다. 슈피겐코리아는 2016년에는 중국 법인을 설립하고 동시에 아마존에도 입점을 해 상당한 수익을 올렸다. 2012년 이후로부터 슈피겐코리아는 매출액이 증가하면서 설립 6년만에 2014년 11월 (주)슈피겐코리아는 대한민국 코스닥 시장에 상장을 했다. 현재는 사옥을 서울특별시 강남구 봉은사로로 이동을 했다. 슈피겐코리아는 주로 직접판매 형식이 아닌 인터넷판매 위주의 기업이지만 현재 2개의 직영점을 오픈했다. 현재 대한한국, 미국, 중국 법인을 중심으로 전 세계 60여 개 국가에서 판매가 이루어지고 이으며 영국, 독일, 프랑스, 스페인, 이태리, 인도, 일본, 터키, 태국 등 유럽과 아시아 지역의 활발한 활동을 기반으로 영역을 확장하고 있는 기업이다. 휴대전화 악세사리 뿐만 아니라 슈피겐코리아는 티퀀스(Tquens)를 미국 현지 오픈 마켓을 통해 동시에 런칭 함으로써 22조 라이프 스타일 제품 시장에 도전장을 내밀었다.

### 기업 수상 내역
- 2011.12 서울시 일자리 창출 우수기업 선정
- 2013.08 홍콩, e-brand award 2년 연속 수상
- 2014.12 무역의 날 대통령 표창 수상
- 2015.01 대만, PC home 모바일 액세서리 부문 인기제품 수상
- 2015.06 대한민국 코스닥 대상 최우수 기업상 수상
- 2015.12 무역의 날 7천만불 수출의 탑 수상
- 2015.12 무역의 날 산업통상자원부 장관 표창 수상
- 2016.01 대한민국 퍼스트브랜드 모바일 액세서리 부분 대상 수상
- 2017.11 기업혁신대상 산업부장관상 수상[6]
- 2017.12 청년친화강소기업 수상(임금, 일/생활균형, 고용안전 BEST)
- 2018.06 한국을 빛낸 이 달의 무역인 수상
- 2018.12 무역의 날 1억불 탑 수상
- 2018.12 가족친화기업 수상
- 2019.04 청년 친화 강소기업 수상
- 2019.08 서울형 강소기업 수상
- 2019.11 근무혁신 우수기업 수상
- 2020.07 대한민국 일자리 으뜸기업 수상

### 매출
슈피겐코리아의 매출액은 2017년 기준 2250억 원이다. 영업 이익은 483억원으로 전년 대비 각각 25.5%, 11% 늘었다. 한 해 만에 자체 최고 실적을 갈아치웠다. 2009년 설립 후 처음으로 매출이 2000억원을 넘었다. 2009년 매출규모는 80억 원 정도되었다. 슈피겐코리아의 글로벌 매출 비중은 현재 북미 52%, 유럽 24%, 대한민국 13%, 아시아 7% 그리고 그외 국가에서 4%를 차지하고 있다.

## 판매중인 제품군
- 휴대전화 케이스
  - 애플
    - 아이폰X/8+/8/7+/7/6S+/6S/6+/6/5S/5/SE

  - 삼성전자
    - 갤럭시S9/S9+/S8/S8+/S7 Edge/S7/ON Series/J Series/A Series
    - 겔럭시 노트8/FE/5/4

  - LG전자
    - G7 ThinQ/V30/V30S/G6/Q6/V20/X Skin/G5/G4/V10

  - 그외 브랜드들
    - 소니 엑스페리아/샤오미/화웨이/넥서스/루나/HTC 시리즈
- 웨어러블 디바이스
  - 삼성 겔럭시 기어 시리즈/애플워치 시리즈
- 태블릿&노트북
  - 맥북/겔럭시 탭 시리즈
- 차량용 액세서리
- 휴대전화 거치대
- 케이블&배터리 팩
- 백팩&숄더백
- 기타 엑세서리